# The Cathedral and the Bazaar
The Cathedral and the Bazaar (afgekort tot CatB) is een essay, geschreven door Eric S. Raymond over software engineering-methodes, gebaseerd op zijn observaties van het ontwikkelingsproces van de Linuxkernel en zijn ervaringen met betrekking tot het opzetten en onderhouden van een opensource-project fetchmail. Het werd voor het eerst gepresenteerd door de auteur op het Linux Kongress op 27 mei 1997 en werd gepubliceerd als een deel van het gelijknamige boek in 1999. Het wordt dikwijls gezien als een manifest van de open source movement.
Dit essay vergelijkt twee verschillende vrije software ontwikkelingsmodellen:
- Het Cathedral-model, waarin broncode beschikbaar is bij elke nieuwe versie, maar de ontwikkelde code tussen de versies door is alleen toegankelijk voor een beperkte groep van softwareontwikkelaars. Emacs en GCC worden gegeven als voorbeelden.
- Het Bazaar-model, waarin de code wordt ontwikkeld over het Internet, en plein publique. Raymond ziet Linus Torvalds, leider van het Linuxkernel-project, als de uitvinder van dit proces. Raymond toont ook anekdotes over zijn eigen implementatie van dit model, die hij gebruikt heeft voor het fetchmail-project.

De centrale thesis voor dit essay is Raymonds voorstel dat "given enough eyeballs, all bugs are shallow" (vrij vertaald: "als er genoeg ogen zijn, zijn alle bugs snel gevonden" (waarin hij de Wet van Linus aanhaalt): "the more widely available the source code is for public testing, scrutiny, and experimentation, the more rapidly all forms of bugs will be discovered" (vrij vertaald: hoe meer de broncode verspreid is voor publieke testen, inspectie en experimenten, hoe sneller alle vormen van bugs snel zullen worden ontdekt). Daarentegen claimt Raymond dat er veel tijd en energie verloren gaat bij het zoeken naar bugs in het Cathedral-model, aangezien de huidige versie alleen beschikbaar is voor een paar ontwikkelaars.
Dit essay hielp bij het overtuigen van de meeste bestaande opensource- en vrije software-projecten om naar het Bazaar-stijl open-ontwikkelingmodel te gaan, geheel of gedeeltelijk — GNU Emacs en GCC incluis, de originele Cathedral-voorbeelden. Het meest beroemde voorbeeld is de druppel die de emmer (positief) deed overlopen bij Netscape Communications Corporation om de broncode van Netscape Communicator vrij te geven en het Mozilla-project te starten.
De Cathedral is ook een typisch ontwikkelingsmodel voor propriëtaire software — met de bijkomende restrictie dat de broncode meestal niet wordt meegeleverd met de software — en een vaakgebruikte uitleg voor "the Cathedral and the Bazaar" is om een contrast te tonen tussen propriëtair en opensource (Raymond heeft dit op zijn manier gebruikt, bijvoorbeeld in de Halloweendocumenten). Alhoewel het originele essay zich alleen bezighoudt met vrije software en het nergens verwijst naar propriëtaire ontwikkeling.
Toen O'Reilly Media het boek publiceerde in 1999, was het opmerkelijk omdat het het eerste commercieel gedistribueerde boek was dat onder een Open Publication License werd gepubliceerd.